# Paris Expo Porte de Versailles
Paris Expo Porte de Versailles es un centro de exposiciones y conferencias en París, Francia. Está ubicado en el distrito 15 en la estación de metro Porte de Versailles entre Bulevar Periférico y Bulevares de los Mariscales. Es el parque de exposiciones más grande de Francia.
Paris Expo Porte de Versailles tiene 228 211 m2 de espacio de exposición, 8 pabellones, 2 auditorios, 32 salas de reuniones. El centro de exposiciones alberga más de 120 ferias comerciales cada año, así como eventos, muchos lanzamientos de productos y convenciones. Se planea construir la Tour Triangle, una pirámide de vidrio de 180 metros de altura, cerca del sitio. Alberga un hotel de 120 habitaciones y 70 000 metros cuadrados de espacio para oficinas.
La Expo de París albergará los Juegos Olímpicos de verano de 2024, con competiciones de balonmano, voleibol, tenis de mesa y halterofilia.